# Річард Сланський
Рі́чард Сла́нський (нар. 3 квітня 1940 — пом. 16 січня 1998) — американський фізик-теоретик.

## Життєпис
Ступінь бакалавра здобув у Гарвардському університеті.
Ступінь доктора філософії (PhD) під керівництвом Елліота Лідера здобув в Університеті Каліфорнії (Берклі).
Постдокторантуру проходив у Каліфорнійському технологічному інституті і протягом п'яти років працював в Єльському університеті, поки в 1974 році не приєднався до щойно заснованої теоретичної групи з фізики елементарних частинок в Лос-Аламоській національній лабораторії під кервіництвом Пітера А. Каррутерса. 1989 року він очолив цю групу.
Річард Сланський також був ад'юнкт-професором Університету Каліфорнії в Ірвайні.
Сланський працював над теоріями великого об'єднання (GUT).
Його монографія «Теорія груп для побудови єдиної моделі» здобула визнання і широко використовувалась теоретиками GUT. Він отримав міжнародне визнання за свою роботу про застосування теорії груп до GUT, опублікував 85 наукових праць, працював редактором журналу Physics Reports. 1983 року став одним із засновників Інституту Санта-Фе.
Він був членом Американського фізичного товариства (1987) і Американської асоціації сприяння розвитку науки.
Пішов з життя від аневризми мозку.